# Premio Gandhi King
El Premio Gandhi King a la no violencia es otorgado desde 1999, por el Movimiento Mundial para la No Violencia y la Organización de las Naciones Unidas (ONU). El premio lleva el nombre de los pacifistas Mahatma Gandhi y Martin Luther King.
Se han concedido los siguientes:
- 1999 Kofi Annan
- 2000 Nelson Mandela
- 2001 Jane Goodall
- 2002 Mata Amritanandamayi
- 2003 Mwai Kibaki

- Datos: Q5520744